# Hrvoje Perić
Hrvoje Perić (Dubrovnik, 25. listopada 1985.) je hrvatski profesionalni košarkaš. Visok je 2,03 i težak 99 kg. Igra na poziciji krilo, a trenutačno je član Unicaje.

## Karijera
Karijeru je započeo u KK Dubrovnik a ubrzo prelazi u KK Solin. Tamo ostaje dvije sezone, kada odlazi u KK Split, u Splitu je proveo 5 sezona. 2008. godine Perić iz Splita prelazi u KK Zadar. Bio je član juniorske reprezentacije koja je igrala na SP 2003, te član B reprezentacije 2008. 2010. godine potpisuje za španjolskog prvoligaša Unicaju koja ga šalje na jednogodišnju posudbu u Benetton iz Trevisa.

## Trofeji
Osvojio je prvenstvo Hrvatske 2003. godine i Kup Krešimira Ćosića 2004. godine sa Splitom.

## Vanjske poveznice
- Profil na NLB.com
- Profil na KK Zadar.hr
- Profil  Arhivirana inačica izvorne stranice od 22. listopada 2011. (Wayback Machine) na Unicajabaloncesto.com